# السماء الحمراء
السماء الحمراء (بالإنجليزية: Sky Rojo) هو مسلسل جريمة دراما اسبانى، المسلسل من إخراج ألكس بينا واستر مارتينيز لوباتو. 

## القصة
كورال، ويندي، وجينا، ثلاث عاهرات، يهربن بحثًا عن الحرية أثناء مطاردة روميو، قوادهم من نادي لاس نوفياس في تينيريفي، وأتباعه، مويسيس وكريستيان. تنطلق النساء معًا في رحلة فوضوية يتعين عليهن خلالها مواجهة الأخطار من جميع الأنواع والعيش كل ثانية كما لو كانت الأخيرة، في النهاية يكتشفن الشيء الأكثر أهمية: أنهن معًا أقوى ولديهن المزيد خيارات لاستعادة حياتهم.

## طاقم التمثيل

### الشخصيات الرئيسية
- فيرونيكا سانشيز في دور كورال، عالمة أحياء سابقة تعمل في نادي العرائس وترى عملها كوسيلة للهروب من ماضيها المظلم.
- ميغيل أنخيل سالفيستر في دور مويسيس، أحد أتباع روميو والأخ الأكبر لكريستيان. يقوم بتجنيد النساء لروميو وإحضارهن إلى النادي.
- أسير إتكسينديا في دور روميو ، قواد ومالك نادي العرائس.
- لالي إسبوسيتو في دور ويندي، امرأة مثلية من بوينس آيرس. هربت وأصبحت عاملة بالجنس في بيت الدعارة لكسب المال حتى تتمكن من توفير حياة أفضل لنفسها وصديقتها.[4]
- ياني برادو بدور جينا، امرأة كوبية تم تهريبها إلى النادي تحت ستار قبولها وظيفة نادلة لإعالة طفلها الصغير وأمها المريضة.
- إنريك أوكير بدور كريستسان، وأحد أتباع روميو والأخ الأصغر لمويزيس.